# Фелісіті Гелвес
Фелісіті Гелвес  (англ. Felicity Galvez, 4 березня 1985) — австралійська плавчиня, олімпійка.

## Виступи на Олімпіадах
| Олімпіада  | Дисципліна                        | Місце                 |
| ---------- | --------------------------------- | --------------------- |
| Афіни 2004 | плавання на 200 метрів, батерфляй | 5                     |
| Пекін 2008 | естафета 4 × 200 вільним стилем   | 1 (попередні запливи) |
| Пекін 2008 | комплексна естафета 4 × 100       | 1 (попередні запливи) |